# Kafoumba Coulibaly
Kafoumba Coulibaly (ur. 26 października 1985 w Abidżanie) – piłkarz iworyjski grający na pozycji defensywnego pomocnika.

## Kariera klubowa
Swoją karierę piłkarską Coulibaly rozpoczął w klubie ASEC Mimosas. W 2003 roku zadebiutował w jego barwach w pierwszej lidze Wybrzeża Kości Słoniowej. W latach 2003 i 2004 wywalczył z ASEC mistrzostwo Wybrzeża Kości Słoniowej. W 2003 roku zdobył też Puchar Wybrzeża Kości Słoniowej.
W 2004 roku Coulibaly wyjechał do Belgii i został zawodnikiem KSK Beveren. Nie rozegrał w nim jednak żadnego meczu i w 2005 roku został piłkarzem tajskiego klubu Chonburi FC. W tamtym roku wygrał z Chonburi ligę tajską, a po sezonie odszedł do BEC Tero Sasana, w którym w latach 2006–2007 grał w nowo powstałej Thai Premier League. Zajmował z nim dwukrotnie 3. miejsce w lidze.
Latem 2007 roku Coulibaly odszedł do francuskiego drugoligowca, SC Bastia. Grał w nim przez sezon i w 2008 roku podpisał kontrakt z OGC Nice. W Ligue 1 zadebiutował 23 sierpnia 2008 w wygranym 1:0 wyjazdowym meczu z AJ Auxerre.
| Sezon   | Klub            | Kraj                     | Rozgrywki            | Mecze | Bramki | Rozgrywki Europy | Mecze | Bramki |
| ------- | --------------- | ------------------------ | -------------------- | ----- | ------ | ---------------- | ----- | ------ |
| 2003    | ASEC Mimosas    | Wybrzeże Kości Słoniowej | Ligue 1 MTN          | ?     | ?      | –                | –     | –      |
| 2004    | ASEC Mimosas    | Wybrzeże Kości Słoniowej | Ligue 1 MTN          | ?     | ?      | –                | –     | –      |
| 2004/05 | KSK Beveren     | Belgia                   | Eerste klasse        | 0     | 0      | –                | –     | –      |
| 2005    | Chonburi FC     | Tajlandia                | Provincial League    | ?     | ?      | –                | –     | –      |
| 2006    | BEC Tero Sasana | Tajlandia                | Premier League       | ?     | ?      | –                | –     | –      |
| 2007    | BEC Tero Sasana | Tajlandia                | Premier League       | ?     | ?      | –                | –     | –      |
| 2007/08 | SC Bastia       | Francja                  | Ligue 2              | 18    | 0      | –                | –     | –      |
| 2008/09 | OGC Nice        | Francja                  | Ligue 1              | 13    | 0      | –                | –     | –      |
| 2009/10 | OGC Nice        | Francja                  | Ligue 1              | 27    | 1      | –                | –     | –      |
| 2010/11 | OGC Nice        | Francja                  | Ligue 1              | 34    | 1      | –                | –     | –      |
| 2011/12 | OGC Nice        | Francja                  | Ligue 1              | 28    | 1      | –                | –     | –      |
| 2012/13 | OGC Nice        | Francja                  | Ligue 1              | 1     | 0      | –                | –     | –      |
| 2012/13 | Kasımpaşa SK    | Turcja                   | Süper Lig            | 1     | 0      | –                | –     | –      |
| 2013/14 | Kasımpaşa SK    | Turcja                   | Süper Lig            | 4     | 0      | –                | –     | –      |
| 2014/15 | Kasımpaşa SK    | Turcja                   | Süper Lig            | 0     | 0      | –                | –     | –      |
| 2016/17 | CA Bastia       | Francja                  | Championnat National | 1     | 0      | –                | –     | –      |

## Kariera reprezentacyjna
W reprezentacji Wybrzeża Kości Słoniowej Coulibaly zadebiutował 7 września 2008 roku w zremisowanym 1:1 wyjazdowym meczu eliminacji do Mistrzostw Świata 2010 z Mozambikiem. W tym samym roku wystąpił z kadrą olimpijską na Igrzyskach Olimpijskich w Pekinie. W 2012 roku został powołany do kadry na Puchar Narodów Afryki 2012.